# Bradford-Test

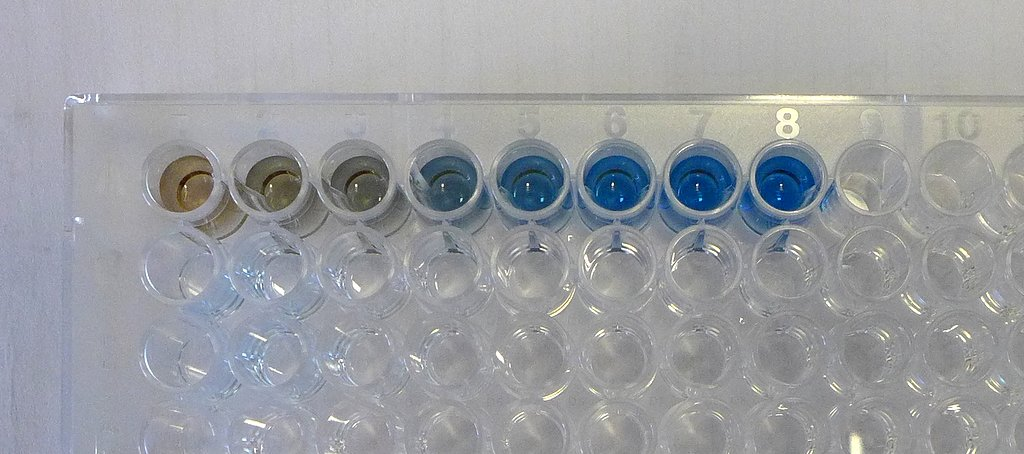
BSA-Standardreihe von 0 µg links bis 12 µg rechts, mit Coomassie-Blau versetzt, in einer 96well Platte

Der Bradford-Test ist eine photometrische Methode zur quantitativen Bestimmung von Proteinen bis zu Konzentrationen im Bereich Mikrogramm pro Milliliter. Er ist nach dem US-amerikanischen Biochemiker Marion M. Bradford benannt.

## Prinzip

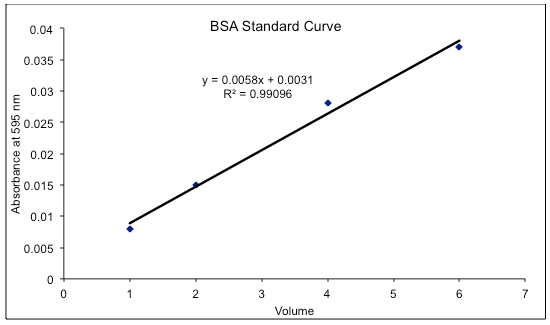
Standardkurve mit BSA-Lösungen

Der Triphenylmethanfarbstoff Coomassie-Brillant-Blau G-250 (CBBG) bildet in saurer Lösung mit kationischen und unpolaren Seitenketten von Proteinen Komplexe. Die ungebundene (kationische), rote Form des Farbstoffs hat im Absorptionsspektrum ein Maximum bei 470 nm. Durch die Komplexbildung mit Proteinen wird der Farbstoff in seiner blauen, unprotonierten, anionischen Sulfonatform stabilisiert und das Absorptionsmaximum verschiebt sich von 465 nm auf 595 nm. Da der Extinktionskoeffizient des Farbstoff-Protein-Komplexes außerdem sehr viel höher als der des freien Farbstoffes ist, kann die Zunahme der Absorption bei 595 nm durch die Bildung des Komplexes mit hoher Empfindlichkeit gegen das freie Farbreagenz photometrisch gemessen werden und ist ein Maß für die Proteinkonzentration der Lösung.
Das Maß der Farbreaktion ist vom Protein abhängig; deshalb wird zur Konzentrationsbestimmung eines bestimmten Proteins eine Kalibrierung notwendig. Steht diese nicht zur Verfügung oder soll die Konzentration eines Proteingemischs bestimmt werden, werden Standardproteine zur Kalibrierung genutzt (z. B. Chymotrypsin, Lysozym oder BSA). Dabei können je nach Zusammensetzung des Proteingemisches für gleiche Proteinmengen unterschiedliche Ergebnisse erhalten werden. Somit ist die Bradfordbestimmung hier ungenau. Ihre Vorteile sind ihre hohe Sensitivität und die einfache und schnelle Durchführung. Die Bestimmungsgrenze des Mikrotests beträgt 1–20 µg/ml, des Makrotests 20–200 µg/ml Protein. In neueren Formulierungen können 0,2 µg detektiert werden. Die Messung erfolgt in einem Photometer oder mit einer Digitalfotografie.

## Störende Substanzen
Der Bradford-Test wird bereits durch geringe Konzentrationen von Detergenzien wie z. B. SDS gestört. Die Bindung von Coomassie-Brillant-Blau an das Tensid SDS erzeugt einen stabilen Komplex und stabilisiert die grüne Form mit der Nettoladung 0, weshalb SDS eine Störsubstanz bei photometrischen Bestimmungen nach Bradford ist. Detergenzien binden ebenfalls an das Protein und konkurrieren mit dem Farbstoff um Bindungsstellen bzw. verdrängen ihn vom Protein, wodurch die Farbreaktion verhindert wird. Hingegen haben chaotrope Verbindungen wie z. B. Guanidiniumchlorid, Reduktionsmittel wie DTT (Dithiothreitol) oder Chelatoren keinen Einfluss auf das Ergebnis. Wenn Detergenzien nicht aus den Proteinproben eliminiert werden können, muss ein anderer Nachweis wie z. B. der BCA-Test – welcher gegenüber Detergenzien unempfindlich ist und wie auch der Lowry-Test eine kleinere Nachweisgrenze aufweist – verwendet werden. Weitere Alternativen sind UV-Absorption (nur bei hohen Proteinkonzentrationen), Xanthoproteinreaktion, Millon-Reaktion, Ninhydrinreaktion, Biuretreaktion,  Folin-Reagenz und eine Aminosäureanalyse.

## Vorteile
- Schnell und preiswert
- Sehr sensitiv
- Farbstoff-Protein-Komplex ist für knapp eine Stunde stabil

## Nachteile
- Kalibrierung nötig
- Störanfällig gegenüber proteinchemischen Reagenzien
- Nichtlineare Standardkurve über einen großen Bereich
- Die Empfindlichkeit für verschiedene Proteine kann weit streuen, womit die Wahl des Standards wichtig wird. Die Methode ist für eine genaue Quantifizierung nur eingeschränkt brauchbar.